# Mršelj
Mršelj (izvirno srbsko Мршељ) je naselje v Srbiji, ki upravno spada pod Občino Prokuplje; slednja pa je del Topliškega upravnega okraja.

## Demografija
V naselju živi 148 polnoletnih prebivalcev, pri čemer je njihova povprečna starost 54,5 let (51,3 pri moških in 57,7 pri ženskah). Naselje ima 77 gospodinjstev, pri čemer je povprečno število članov na gospodinjstvo 2,13.
To naselje je, glede na rezultate popisa iz leta 2002, večinoma srbsko, a v času zadnjih treh popisov je opazno zmanjšanje števila prebivalcev.
|  |

| Demografija | Demografija     | Demografija     |
| Leto        | Št. prebivalcev | Št. prebivalcev |
| ----------- | --------------- | --------------- |
|             |                 |                 |
|             |                 |                 |
|             |                 |                 |
|             |                 |                 |
| 1948        | 512             |                 |
| 1953        | 515             |                 |
| 1961        | 455             |                 |
| 1971        | 357             |                 |
| 1981        | 271             |                 |
| 1991        | 217             | 216             |
| 2002        | 164             | 164             |
|             |                 |                 |

| Etnična sestava po popisu iz leta 2002 | Etnična sestava po popisu iz leta 2002 | Etnična sestava po popisu iz leta 2002 | Etnična sestava po popisu iz leta 2002 | Etnična sestava po popisu iz leta 2002 |
| -------------------------------------- | -------------------------------------- | -------------------------------------- | -------------------------------------- | -------------------------------------- |
| Srbi                                   | Srbi                                   |                                        | 157                                    | 95,73%                                 |
| Romi                                   | Romi                                   |                                        | 6                                      | 3,65%                                  |
| Makedonci                              | Makedonci                              |                                        | 2                                      | 1,20%                                  |
| Neznano                                | Neznano                                |                                        | 0                                      | 0,0%                                   |